# Puge
Puge är ett härad i Liangshan, en autonom prefektur för yi-folket i Sichuan-provinsen i sydvästra Kina. Det ligger omkring 380 kilometer sydväst om provinshuvudstaden Chengdu. 